# Французская литература XX века
Французская литература XX века — литература, написанная на французском языке в XX веке. Многие события во французской литературе в этот период шли параллельно изменениям в изобразительном искусстве. Французской литературе этого века свойственна развлекательность, оторванность от жизни. Поиск идеала, образец для развития французские литераторы находят в русской литературе. 

## Обзор
Французская литература XX века находилась под большим влиянием исторических событий века, которому были свойственны глубокие политические, философские, нравственные и художественные кризисы.

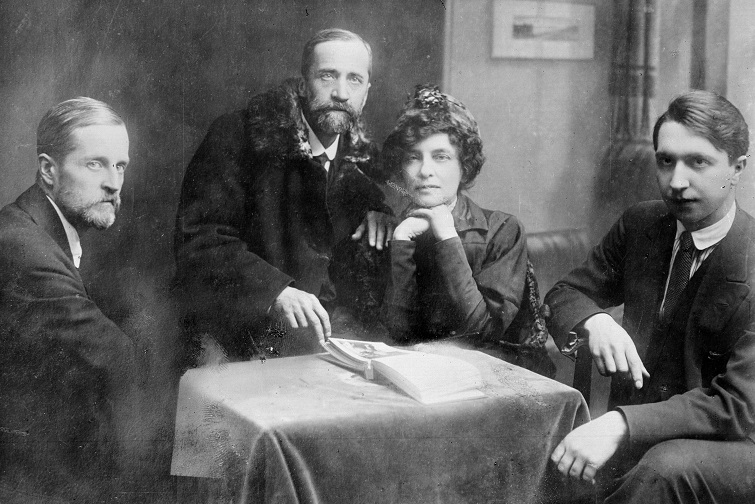
Д. В. Философов, Д. С. Мережковский, З. Н. Гиппиус, В. А. Злобин. Исход из Советской России. Конец 1919 — начало 1920 года

Рассматриваемый период охватывает по времени последние десятилетия Третьей республики (1871—1940) (в том числе годы Первой Мировой войны), период Второй Мировой Войны (немецкая оккупация, временное французское правительство (1944—1946) в Четвёртой Республике (1946—1958), годы Пятой республики (с 1959 г.). Важными историческими событиями для французской литературы являются: дело Дрейфуса (дело о шпионаже в пользу Германской империи офицера французского генерального штаба, еврея, капитана Альфреда Дрейфуса); французский колониализм и империализм в Африке, на Дальнем Востоке (французский Индокитай) и в районах Тихого океана; Война за независимость Алжира (1954—1962); рост французской компартии; подъём фашизма в Европе; события мая 1968 года, влияние литературы русской эмиграции на французскую литературу.
Французская литература XX века развивалась не изолированно, а под влиянием литератур, жанров и писателей всего мира, в том числе Ивана Бунина, Федора Достоевского, Франца Кафки, Джон Дос Пассоса, Эрнеста Хемингуэя, Уильяма Фолкнера, Джеймса Джойса и многих других. В свою очередь, французская литература оказала влияние на мировую литературу.
Во Франции в XX веке жили и работали писатели и поэты Иван Бунин, Дмитрий Мережковский, Зинаида Гиппиус, Константин Бальмонт, Оскар Уайльд, Гертруда Стайн, Эрнест Хемингуэй, Уильям С. Берроуз, Генри Миллер, Анаис Нин, Джеймс Джойс, Сэмюэль Беккет, Хулио Кортасар, Набоков, Эдит Уортон и Эжен Ионеско. Некоторые из наиболее важных работ на французском языке были написаны зарубежными авторами (Эжен Ионеско, Сэмюэл Беккет).
Для американцев в 1920-х и 1930-х годах (в том числе для так называемого «потерянного поколения») увлечение Францией было также связано со свободой от запретов, для части русских писателей пребывание во Франции в начале века было связано с непринятием Великой Октябрьской социалистической революции в России (Бунин, Мережковские). Для американских негров в XX веке (например, Джеймса Болдуина) Франция предоставляла большую свободу. Франция в XX веке была более либеральной страной в плане цензуры, и многие иностранные авторы печатали во Франции свои произведения, которые могли бы быть запрещены например в Америке: Джойс Улисс (издательство Сильвия Бич. Париж, 1922), роман В. Набокова Лолита и Уильяма С. Берроуза «Голый завтрак» (обе опубликованы в Олимпия Пресс), Генри Миллера Тропик Рака (издательство Обелиск Пресс).
И. А. Бунин, проживая и работая во Франции, получил Нобелевскую премию (1933), что подтверждение значимости вклада И. А. Бунина в мировую литературу (по материалам французской прессы).

## Начало века
В первые годы века (часто называемые Прекрасной эпохой «Belle époque») во Франции проводились эксперименты во многих жанрах литературы, включая символизм, натурализм и др.

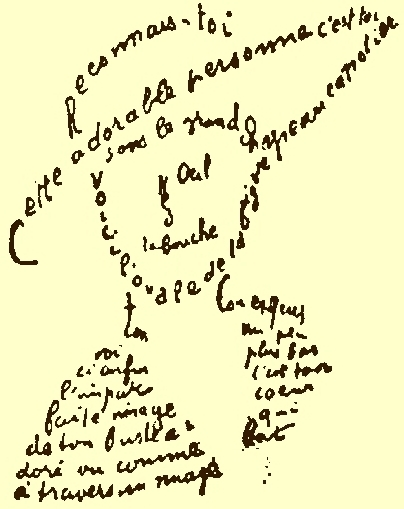
Каллиграмма

Альфред Жарри стал культовой фигурой литературного и театрального авангарда Европы, США и Латинской Америки, символическим покровителем группы УЛИПО, последователем прото-сюрреализма. На театральных сценах проходило развитие экспрессионизма (театр «théâtre de l’oeuvre» в Люнье-По Орельен) и гипер-реализма (театр Андре Антуана).
Гийом Аполлинер принес в стихи элементы кубизма и формы визуальной поэзии. Вдохновленный поэтом Рембо, Поль Клодель использовал формы свободного стиха для своих мистических обращений.
В романах Андре Жида рассматривались вопросы свободы и чувственности. Символизм представлен Ален-Фурнье в романе Ле Гранд Мольн, являющим собой глубоко чувственный портрет ностальгического прошлого.
Цикл романов Марселя Пруста «В поисках утраченного времени» отражает время перехода от «прекрасной эпохи» конца XIX века к эпохе бурных общественных сдвигов и войн, в процессе которого причудливо сосуществует старое и новое. По отношению к предыдущей традиции французской литературы «Пруст как писатель — завершающее звено определённой эволюции, не только её блестящий итог, но и своеобразный символ».
Радикальные эксперименты не были по достоинству оценены всеми литературными и художественными кругами начала XX века. Буржуазные вкусы того времени были довольно консервативны. Очень популярной в начале XX века была поэтическая драма Эдмона Ростана, особенно его Сирано де Бержерак, написанная в 1897 году.
Фантастический жанр в начале XX включал в себя и детективный жанр. В этой области работали писатели Гастона Леру и Морис Леблан.

## 1914—1945 годы

### Дадаизм и сюрреализм
Первая мировая война породила ещё более радикальные тенденции в литературе. В Дадаизском движении, которой было основано в Швейцарии в 1916 году и переехало в Париж в 1920 году, участвовали писатели Поль Элюар, Андре Бретон, Луи Арагон и Робер Деснос. Находился под его сильным влиянием Зигмунд Фрейд с его понятием бессознательного. В литературе и в изобразительном искусстве сюрреалисты пытались выявить механизмы работы подсознания. Повышенный интерес к анти-буржуазной философии привел многих писателей в ряды Коммунистической партии Франции. С сюрреализмом были связаны писатели Жан Кокто, Рене Кревель, Жак Превер, Жюль Сюпервьель, Бенжамен Пере, Филипп Супо, Пьер Реверди, Антонен Арто (который революционизировал театр), Анри Мишо и Рене Шар. Сюрреалистическе движение оставалось надолго главным направлением в мире искусства до Второй Мировой Войны. Техника сюрреализма хорошо подходила для поэзии, театральным постановкам. Сюрреализм оказал большое влияние на поэтов Сен-Жон Перс и Эдмон Джейбс. Часть писателей, таких как Жорж Батай (тайное общество «Ацефал»), Роже Кайуа и Мишелем Лейрисом создали свои собственные литературные движения и группы, часть из которых занималась исследованиями иррациональных фактов социальной жизни.

### Роман

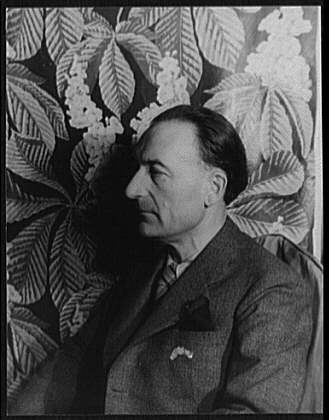
Жюль Ромен

В первой половине века жанр романа во Франции также претерпел изменения. Романист Луи-Фердинанд Селин использовал в романах жаргон, выступая против лицемерия своего поколения. Однако антисемитские публикации селина — памфлеты «Безделицы для погрома» (Bagatelles pour un massacre) (1937), «Школа трупов» (L’Ecole des cadavres) (1938) и «Попали в переделку» (Les Beaux Draps) (1941) на долгие годы закрепили за Селином репутацию антисемита, расиста и человеконенавистника. Романист Жорж Бернанос использовал разнообразные методы для психологического исследования героев романов. Психологический анализ был важен для Франсуа Мориака и Жюль Ромена. Андре Жид экспериментировал с жанром в его романе «Фальшивомонетчики», где он описал писателя, пытавшегося написать роман.

### Театр
Театральная жизнь 1920-х и 1930-х годов во Франции была представлена ассоциацией театров (так называемой «Картель»), режиссёрами и продюсерами Луи Жуве, Шарль Дюллен, Гастон Бати, Жорж Питоев. Они ставили на сценах пьесы французских писателей Жан Жироду, Жюль Ромена, Жан Ануйя и Жан-Поль Сартра, произведения Шекспировского театра, произведения Луиджи Пиранделло, Чехова и Бернарда Шоу.

### Экзистенциализм
В конце 1930-х годов на французский были переведены произведения писателей Э. Хемингуэя, У. Фолкнера и Дос Пассоса. Стиль прозы их произведений оказал огромное влияние на творчество писателей, таких как Жан-Поль Сартр, Андре Мальро и Альбера Камю. Писателей Жан-Поль Сартр, Альбер Камю, Мальро и Симону де Бовуар (которая также известна как одна из предшественниц феминизма) часто называют «писателами-экзистенциалистами».

### Во французских колониях
В 1930-х и 1940-х годах происходило развитие литературы во французских колониях. Французский (мартиникский) писатель Эме Сезер (Aimé Césaire) вместе с Леопольд Седар Сенгором и Леон Дамасом создали литературное обозрение L'Étudiant Noir, которое было предтечей движения Негритюд (Négritude), теоретическую базу которого составляет концепция самобытности, самоценности и самодостаточности негроидной расы.

## Литература после Второй Мировой Войны

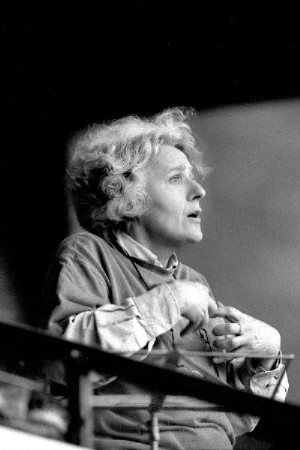
Мнушкина Ариана Александровна — французский режиссёр театра и кино, драматург и сценарист.

## Литературоведение

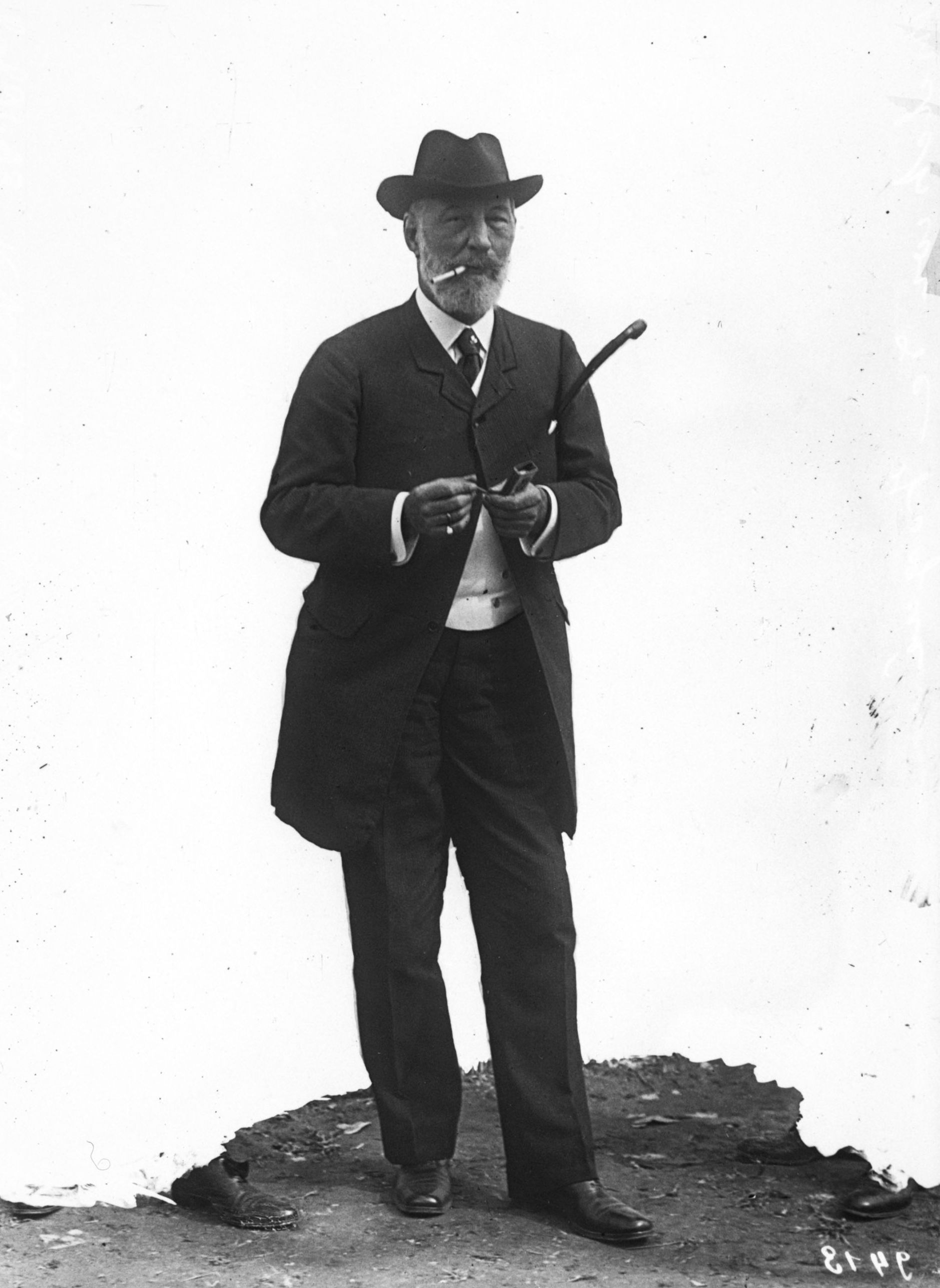
Эжен Мельхиор де Вогюэ